# 오오사와 타카오
오오사와 타카오(大沢 たかお, 1968년 3월 11일 ~ )는 일본의 남성 배우, 모델, 가수이다. 도쿄도 무사시노시 출신. 센슈 대학 문학부 졸업. 코어 인터내셔널 소속. 신장 183cm.

## 약력
1968년 3남 중 막내로 태어났다. 고등학생 시절 밴드 멤버였고, 그 중에서도 베이스를 담당하고 있었다.
센슈 대학 재학중인 1987년에 스카우트를 계기로 모델로 활동을 시작하고 〈맨즈 논노(MEN 'S NON-NO)〉를 비롯한 패션 잡지, 파리 컬렉션에서 활약했다.
1992년 츠루타 마유와 함께 출연한 일본 석유(현 ENEOS)의 텔레비전 CM 「레이서 100」이 화제를 모아 이를 계기로 배우로 전향하고 나서는 연속 드라마 《너와 함께한 여름》에서 주목을 받고 연속 드라마 《별의 금화》로 대브레이크하고 스타덤에 올랐다.
1995년 영화 《스키장이 녹을만큼 사랑하고 싶어》에 출연. 히로세 코미가 부른 동명의 곡 〈스키장이 녹을만큼 사랑하고 싶어〉가 함께 대히트를 기록, 일본에서 스키 붐 재래 되었다. 이후 다큐멘터리와 드라마의 복합 실험으로 하는 프로그램 「극적 기행 심야 특급」에서의 경험이 평가되어 활약의 장소를 일본뿐만 아니라 세계적으로도 넓혔다.
지금까지 TV를 중심으로 활동하고 있었지만, 2000년부터는 활동 영역을 영화로 옮겨 일년에 몇 편의 작품에 적극적으로 출연해 갔다. 2004년 일본 열도에 “세카츄” 열풍을 영화 《세상의 중심에서 사랑을 외치다》에 시바사키 코우와 공동 주연. 흥행 수익은 85억엔을 기록하며 대히트했다.
2005년 영화 《게게》로 제28회 일본 아카데미상 우수 남우주연상을 수상. 스티븐 시걸 주연의 영화 《인투 더 선》의 쿠로다 역으로 할리우드에 데뷔했다.
2007년 영화 《지하철 (메트로)을 타고》로 제30회 일본 아카데미상 우수 남우조연상을 수상했다. 자신도 출연한 2008년작 영화 《러브 파이트》에서는 영화 제작에 첫 도전했다.
2009년 《JIN-진-》으로 8년만에 연속 드라마에 출연해 2010년 제18회 하시다상을 수상했다. 자신과 작품의 더블 수상이 된다. 또한 2011년에는 속편이 방송되고, 첫 번째, 두 번째 작품의 두 작품 모두 그 당시 드라마 사상에서는 보기 드문 최고 시청률인 25%가 넘는 높은 시청률을 기록했다.

## 인물
- 센슈 대학 부속 고등학교, 센슈 대학 문학부 졸업.

- 배우로 전향하기 전인 일년 동안 방황하고 있었지만, 모델 시절 때 소속 사무소에서 「아무것도 하지 않는다면 배우를 해보는게 어떻겠느냐」라고 말한 것이 (배우 전향)의 계기. 당시 모델 일에 자부심을 가지고 있었기 때문에, 배우 일에는 전혀 관심이 없었고, 배우로 상을 수상하게 되어도 처음에는 별로 실감이 되지 않고 흥분 되지 않았다.[2]

- 1999년 2살 연상의 가수 히로세 코미와 결혼. 하지만 2006년에 협의 이혼했다.[3]

- 해외 지향이 강하고, 영어에 능통하다. 휴가 때 외국에 장기 체류하는 경우가 많다.[4]

- 작품은 「인연」이 있을 수 있는 것이니까, 그것을 소중히하고 싶다고 말했다.[주 1]

- 《JIN-진-》의 프로듀서인 이시마루 아키히코는 오오사와에 대해 「공기가 깨끗한 사람이군요. 내 주위에 있는 공기보다 오오사와 씨의 주위에 있는 공기가 더 예쁘네요. 선천적으로 가지고 있는 공기가 깨끗한 사람을 하고 있어요. 저는 굉장히 멋진 오오사와 씨도 알고 있는 반면, 새하얀 오오사와 씨도 알고 인간 오오사와 타카오의 매력이라는 것은 공기라고 생각하고 있어요. 숨이 막히지 않은 공기. 거짓말이 없는 똑바른 공기이더라요」라고 평하고 있다.[주 2]

- 《늑대 아이》의 감독인 호소다 마모루는 ‘늑대 아이’의 늑대 인간의 성우에 오오사와를 발탁한 것은 NHK·BS 특집 방송 《증언 문서 일본 축구의 50년》의 내레이션을 듣고 일본 대표를 응원하는 같은 포용력을 느낀 것이 계기였다고 말했다.[주 3]

- 2019년 9월 25일 TV 아사히 《테츠코의 방》에 출연했을 때, 2016년부터 약 2년 동안 배우 활동을 휴업한 이유를 「노력해도 노력해도 두근 두근하지 않았다」는 것이 원인이라고 밝혔다.

### 취미·기호
- 원래 자동차를 타는 것을 좋아하며, 도요타 보쿠을 좋아한다. 어릴 적 꿈은 기차 운전사였다. 현재 대형 자동 이륜 면허 국제 운전 면허, 일급 소형 선박 조종사 면허를 취득하고 있다.[5]

- 좋아하는 음식은 고기. 28일 동안 불고기를 먹고 계속 먹을 수 있으며, 1일 1식으로는 부족하다고도 발언하고 있다.

- 타르타르 소스를 좋아하는 사람이 심해져 「새우 튀김은 타르타르 소스를 먹는 스틱」의 명언을 발한다.

- 에프티 시세이도의 「수분 헤어 팩」을 사용하고 있으며, 잠버릇이 붙으면 기력과 치유가 된다고 한다. 2010년 10월 1일 TV 아사히 《테츠코의 방》에 출연했을 때, 그 이유를 「물로 바꾸는 것보다 더 수분 헤어 팩을 기력과 살포 갖추면 잘 쉽게 머리를 다듬어지기 때문에 매일 수분 헤어 팩을 사용하고있다」고 말했다.

- 독서, 음악, 신사·불각 방문, 의류, 가전 제품, 여행 등을 좋아한다.

## 출연 작품
역할의 굵은 표시는 주연 작품

### 영화
- 신주쿠 욕망탐정 (1994년, KSS) - 기미요시 역
- 스키장이 녹을만큼 사랑하고 싶어 (1995년, 도호) - 마사루 역
- 두 명의 펑크 (1996년, 타키 코퍼레이션) - 후지카와 요이치 역
- 천년 여인 (1999년, 오메가 프로젝트 홀딩스) - 토가시 역
- 이방인들 (2001년, 오메가 엔터테인먼트) - 후쿠야마 하루키 역
- 릴리 슈슈의 모든 것 (2001년, 로크웰 아이즈) - 다카오 다비토 역
- 필라멘트 (2002년, 어스 라이즈) - 쿄타 역
- Jam Films 「콜드슬립」 (2002년, 쇼게이트) - 후지오 역
- 천사의 송곳니 B.T.A. (2003년, 워너 브라더스 재팬) - 후루요시 카즈마사 역
- 아라가미 (2003년, 재너듀) - 사무라이 역
- 하나 (2003년, 재너듀) - 노자키 요이치로 역
- 스카이하이 극장판 (2003년, 도에이) - 쿠도 다츠야 역
- 게게 (2004년, 도호) - 타카오 타카유키 역
- 하나와 앨리스 (2004년, 도호) - 료 다구치 역
- 세상의 중심에서, 사랑을 외치다 (2004년, 도호) - 마츠모토 사쿠타로 (34세) 역
- 인투 더 썬 (Into the Sun) (2005년, 소니 픽처스 엔터테인먼트) - 쿠로다 역 ※헐리우드 영화
- 새끼 여우 헬렌 (2006년, 쇼치쿠) - 야지마 코지 역
- 명랑한 갱이 지구를 움직인다 (2006년, 쇼치쿠) - 나루세 역
- 지하철을 타고 (2006년, 가가 커뮤니케이션스) - 오누마 사키치 / 아무르 역 (1인 2역)
- 7월 24일 거리의 크리스마스 (2006년, 도호) - 오쿠다 사토시 역
- 비잔 (2007년, 도호) - 데라사와 다이스케 역
- Life 천국에서 너를 만난다면 (2007년, 도호) - 이이지마 나츠키 역
- 미드나잇 이글 (2007년, 쇼치쿠) - 니시자키 유지 역 ※제20회 도쿄 국제 영화제 개막작
- 츠키지 어시장 3대손 (2008년, 쇼치쿠) - 아카기 슌타로 역
- ICHI (2008년, 워너브라더스 재팬) - 가즈미 역
- 러브 파이트 (2008년, 도에이) - 오키 역 ※ 배우 겸 첫 프로듀서로 참여
- 하프웨이 (2009년, 씨네 캐논)- 히라바야시 역
- GOEMON (2009년, 쇼치쿠 / 워너브라더스 재팬) - 기리가쿠레 사이조 역
- BALLAD 이름없는 사랑 노래 (2009년, 도호) - 오쿠라이 다카토라 역
- FLOWERS -플라워즈- (2010년, 도호) - 마나카 히로시 역
- 사쿠라다 문 밖의 변 (2010년, 도에이) - 세키 데츠노스케 역
- 종의 신탁 (2012년, 도호) - 츠카하라 토오루 역
- 스트로베리 나이트 극장판 (2013년, 도호) - 마키타 이사오 역
- 짚의 방패 (2013년, 워너 브라더스 재팬) - 메카리 카즈키 역
- KANO 1931 바다 건너 고시엔 (2015년) - 핫타 요이치 역 ※타이완 영화
- 바람에 맞선 사자 (2015년, 도호) - 시마다 코이치로 역
- 킹덤 (2019년, 도호) - 왕기 역
- AI 붕괴 (2020년, 워너 브라더스 재팬) - 키류 코스케 역
- 킹덤2: 아득한 대지로 (2022년, 도호) - 왕기 역
- 킹덤3: 운명의 불꽃 (2023년, 도호) - 왕기 역
- 킹덤4: 대장군의 귀환 (2024년, 도호) - 왕기 역

### 텔레비전 드라마
- 너와 함께한 여름 (1994년, 후지 TV) - 아이자와 요이치 역
- 젊은이의 모든 것 (1994년, 후지 TV) - 야마자키 신스케 역
- 대하드라마 화의 난 (1994년, NHK) - 센쥬 마루 → 아시카가 요시타네 역
- 카미씨의 욕 2 (1995년, TBS) - 미카미 사토시 역
- 별의 금화 (1995년, NTV) - 나가이 슈이치 역
- 온리 유~사랑 받아서~ (1996년, 요미우리 TV 제작·NTV 계열) - 오자키 스미오 역
- 연애전야 한 번만 제1화 「첫날 밤의 아침」 (1996년 3월 20일, NTV)
- 통쾌오락극·막부말검객전 「태양은 다시 떠오른다」 (1996년 3월 30일, 후지 TV)
- 속 별의 금화 (1996년) - 나가이 슈이치 역
- 나고야TV 개국 25주년 기념 스페셜 「극적기행 심야특급」 (나고야 TV 제작·TV 아사히 계열) - 사와키 코타로 역
  - 『열풍 아시아 편』 (1996년 12월 8일)
  - 『서쪽으로! 유라시아 편』 (1997년 7월 3일)
  - 『빛이여! 유럽 편』 (1998년 1월 6일)
- 별의 금화・완결편 (1997년 4월 2일, NTV) - 나가이 슈이치 역
- 데생 (1997년, NTV) - 아사쿠라 사토시 역
- 일입니다! (1998년, 후지 TV) - 미츠기 류스케 역
- 세기말의 시 제9화 「내 이름을 맞혀」 (1998년 12월 9일, NTV) - 의문의 남자 역
- 삿포로 텔레비전 창립 40주년 기념 스페셜 「더는 부르지마, 바다!」 (1999년 2월 23일, 삿포로 TV 제작·NTV 계열) - 코지 역
- 아름다운 사람 (1999년, TBS) - 무라사메 지로 역
- 빛나는 순간 (때) 전투 카메라맨 사와다 쿄이치의 사랑과 청춘 (1999년 12월 15일, 나고야 TV 제작·TV 아사히 계열) - 사와다 코이치 역
- 어나더 헤븐~eclipse~ (2000년, TV 아사히) - 미나즈키 고로 역
- 백 년의 이야기 두 번째 밤 「밤사랑은 애달픔을 불러온다」 (2000년 8월 29일, TBS) - 히로세 가즈오 역
- 지구 대폭파 STORY C 「WORST CONTACT」 (2000년 12월 4일, BS-i) - 다키모토 역
- 옛 남자 (2001년, TBS) - 이케다 아라시 역
- 아프리카 발굽 (자막: 2002년 12월 22일, NHK-BShi / 일본어 더빙판: 2003년 2월 15일, NHK) - 사쿠 신 역
- 드라마 W 「나는 물고기 -IWASHI-」 (2003년 4월 29일, WOWOW) - 왕후롱 역
- JIN-진- (2009년, TBS) - 미나미카타 진 역
- 개국 60주년 기념 드라마 JIN-진- 완결편 (2011년, TBS) - 미나미카타 진 역
- 카엔·북의 영웅 아테루이전 (2013년, NHK BS 프리미엄·NHK) - 아테루이 역
- 갈릴레오 시즌2 제1장 「현혹하다」 (2013년 4월 15일, 후지 TV) - 렌자키 시코우 역
- 개국 55주년 기념 드라마 「도쿄 올림픽을 부른 남자」 (2014년 10월 11일, 후지 TV) - 프레드 와다유키 역
- 대하드라마 꽃 타오르다 (2015년, NHK) - 오다무라 이노스케 / 카토리 토모히코 역
- 오오쿠 최종장 (2019년 3월 25일, 후지 TV) - 도쿠가와 요시무네 역

### 무대
- 한여름 밤의 꿈 (1994년·1995년 영국 공연 / 1996년, 연출 : 니나가와 유키오) - 드미트리 역
- 로미오와 줄리엣 (1998년, 연출 : 니나가와 유키오) - 로미오 역
  - 사이타마 공연 : 노쿠니 사이타마 예술 극장 (1월 21일 ~ 2월 1일)
  - 나고야 공연 : 아이치 후생 연금 회관 (2월 5일 ~ 2월 7일)
  - 오사카 공연 : 연극·드라마드라마 시티 (2월 12일 ~ 2월 22일)
  - 도야마 공연 : 오버 드 홀 (2월 25일 ~ 2월 26일)
- DEFILED (2001년, 연출 : 소마이 신지) - 해리 역
  - 도쿄 공연 : 아트 스피어 (10월 25일 ~ 11월 4일)
- DEFILED (재연, 2004년, 연출 : 스즈키 카츠히데) - 해리 역
  - 도쿄 공연 : 극장 코쿤 (11월 11일 ~ 11월 27일)
  - 오사카 공연 : 연극·드라마 시티 (11월 30일 ~ 12월 4일)
- 뮤지컬 「팬텀」 (2008년, 상연 대본·연출 : 스즈키 가츠히데) - 팬텀 역
  - 오사카 공연 : 우메다 예술 극장, 메인홀 (1월 13일 ~ 1월 27일)
  - 나고야 공연 : 아이치 후생 연금 회관 (2월 1일 ~ 2월 3일)
  - 도쿄 공연 : 아오야마 극장 (2월 7일 ~ 2월 22일)
- 낭독 활극 「Recita Calda (레치타 칼다) 『요시츠네』」 (2009년)
  - 도쿄 공연 : 조죠지 (9월 12일)
  - 교토 공연 : 미부데라 (9월 26일)
- 낭독 활극 「단 한번의 기회 『요시츠네』」 (2010년)
  - 도쿄 공연 :츠키지 혼간지 (5월 22일, 23일)
  - 나라 공연 : 야쿠시지 (6월 5일, 6일)
- 뮤지컬 「팬텀」 (2010년, 상연 대본·연출 : 스즈키 카츠히데) - 팬텀 역
  - 도쿄 공연 : 아카사카 ACT 시어터 (11월 2일 ~ 11월 22일)
  - 오사카 공연 : 우메다 예술 극장, 메인홀 (11월 28일 ~ 12월 9일)
- 오오사와 타카오 × 하타 모토히로 presents 「단 한번의 기회 × GREEN MIND」 (2011년 6월 26일)
- 낭독극 「단 한번의 기회 『맥베스』」(2012년)
  - 도쿄 공연 : 메이지 신궁 외원, 세이토쿠 기념 회관 (8월 26일 ~ 27일)
  - 오사카 공연 오사카성, 니시노 마루 정원 (9월 4일)
  - 교토 공연 : 다이고지 (3월 25일)
- 링컨 센터 극장 프로덕션 뮤지컬 「왕과 나」(2019년) - 쿠라라호무 총리 역
  - 도쿄 공연 : 도큐 시어터 오브 (7월 11일 ~ 8월 4일)

### 극장 애니메이션 (더빙)
- 황제펭귄 (2005년, 가가 커뮤니케이션스) - 아버지 펭귄 역 (더빙·내레이션)
- 늑대아이 (2012년, 도호) - 늑대인간 역[6]

## 그외 출연

### 다큐멘터리
- A Way 남쪽에 ... 오오사와 타카오 청춘 회귀선 (1998년 7월 12일, TV 아사히)
- 테레멘터리 2001 「길목~16세 난청 사각~」(2001년 6월 28일, 나고야 TV 제작·TV 아사히) - 내레이션
- 18년째의 학원제~어른 계획 페스티벌 (2006년 11월 19일, NHK)
- 명작의 탄생 (2007년 10월 ~ 2009년 3월, TBS) - 내레이션
- 하이비전 특집 「절경 에베레스트 가도를가는~해발 5000m 하늘 트레킹~」 (2008년 1월 23일, NHK-BShi) - 내레이션
- ECO 스페셜 숲의 여행자 ~Green Traveler~ (2008년 5월 ~ 9월, BS 일본 테레비) - 내레이션
- 테레멘터리 2008 「온기 너머로~부모의 사랑을 모르는 유아원의 아이들」 (2008년 6월 21일, 홋카이도 TV 제작·TV 아사히) - 내레이션
- TV 아사히 개국 50주년 특별 프로그램 「원폭 63년째의 진실」 (2008년 8월 2일, TV 아사히)
- NHK 스페셜 「비의 이야기~오오다이가하라 일본의 폭우을 찍다~」 (2008년 11월 30일, NHK) - 내레이션
- 하늘의 잃어버린 세계~남미 아마존 기아나 고지 지구 창세기의 기억~ (2008년 12월 22일, TV 아사히)
- 테레멘터리 2009 「온기 저편에~우리들의 고향이 사라진 날」(2009년 6월 13일, 홋카이도 TV 제작·TV 아사히) - 내레이션
- BS 특집 「증언 문서 일본 축구의 50년」 (2010년 5월 2일 ~ 5월 5일, NHK-BS1) - 내레이션
- 전쟁 증언 프로젝트 「증언 기록 시민들의 전쟁」 (2010년 8월 9일 ~ 8월 14일, NHK-BShi) - 낭독
- 대지 질주 (2010년 10월 2일, TV 아사히)
- NHK / BBC 대형 국제 공동 제작 시리즈 「프로즌 플래닛」 (2012년 4월 7일, NHK BS 프리미엄) - 네비게이터
- 벗기고 싶은 남자 (2012년 12월 30일 (전편·후편), NHK BS 프리미엄)
- 오오사와 타카오 신비의 북극 -빛과 어둠의 여행- (2013년 3월 31일 ~ 4월 20일, NHK BS 프리미엄)
- 카리브해 낙원 대 기행 (2014년 1월 1일 (전편)·1월 2일 (후편), BS-TBS) - 내레이터
- 제28회 국민 교협 스페셜 「츠구하루의 편지~화가는 왜 전쟁을 그렸는지~」 (2014년 2월, RKB 마이니치 방송 제작, 민간 방송 교육 협회 각국) - 내레이터
- 바람에 선 사자~사다 마사시·오오사와 타카오 케냐 생명과 자연 여행~ (2015년 1월 4일, NHK BS 프리미엄)
- 오오사와 타카오 잉카 제국 숨겨진 진실에 육박~마추피추가 해명 최대의 수수께끼~ (2018년 1월 12일·1월 19일, BS-TBS) - 네비게이터
- 세카이로쿠 3 「니시코리 케이 × 오오사와 타카오 × 오사카 나오미」 (2018년 12월 27일, 도카이 TV)

### 게임 (더빙)
- 닌텐도 DS 레이튼 교수와 악마의 상자 (2007년, 레벨파이브) - 안소니 역

### 오디오북 (낭독)
- 와타나베 준이치 「빛과 그림자」(CD / 2011년 12월) - 낭독 : 페이지[깨진 링크(과거 내용 찾기)] [깨진 링크(과거 내용 찾기)]

### 프로모션 비디오
- 조성모 [MY FIRST] 「Mr.Flower」 (2005년)

### 라디오
- JET STREAM (2009년 4월, TOKYO FM) - 진행 (제5대 기장)
- SCHOOL OF LOCK! (2008년 11월, TOKYO FM) - 기간 한정 코너의 진행자

### 광고(CM)
- 일본 석유 (현 ENEOS) 옥탄 가솔린 「레이서 100」 (1992년)
- 카루비 「감자 칩」 (1996년)
- 일본 코카콜라 「홍차카덴」 (1997년)
- Bowers & Wilkins 「CAPRI」 (1998년)
- 디지털 TU 미디어 「스카이 워프」 (1998년)
- 산토리 「레제루부」 (1998년)
- 산토리 「매그넘 드라이」 (2001년)
- 기린 맥주 「라거 맥주 / 클래식 라거」 (2004년)
- 큐피 마요네즈 (2005년) - 내레이션
- 유니클로 「캐시미어 편」 (2007년)
- TBS / JNN 「통일 캠페인 / 사카모토 료마 편」(2009년)
- 유니클로 「컬러 청바지 편」 (2009년)
- 오츠카 제약 「SOY JOY」 (2009년) - 내레이션
- 산토리 「7종의 호프 릴렉스」 (2010년)
- 네슬레 일본 「네스카페 골드 블렌드」 (2010년 ~ 2011년)
- 도요타 자동차 「Vitz」, 「보쿠」 (2010년 ~ 2011년)
- 일본 가스 협회 (오사카 가스는 우에토 아야와 공연) 「나방, 스마트!」 (2012년)
- 메이지 제과 「뿌로비오 요구르트 LG21」「단 하나 밖에 없는 것 편」(2013년)
- 기린 맥주 「혼시보리 그레이프후루츠」 (2014년)
- 포인트 글로벌 워크 「세계인 편」 (2014년) - 나가사와 마사미와 공동 출연

### 기타
- 국립 과학 박물관 특별전 「의사는 인술」 스페셜 네비게이터 음성 안내 (2014년 3월 15일 ~ 6월 15일)
- TOKYO FM 45th Anniversary JET STREAM 2015 「Flight in Concert」 by JAPAN AIRLINES (2015년 3월 22일)

## 연재
- 도쿄캘린더 「오오사와 타카오의 맛있는 시간」 (2008년 7월호 ~ 2013년 3월호, 액세스 출판)

## 음반

### 싱글
|     | 발매일          | 타이틀 | 커플링곡 |
| --- | --------------- | ------ | -------- |
| 1st | 1998년 7월 1일  | Rain   | 론도     |
| 2nd | 1999년 1월 25일 | IF...  | 없음     |

### 앨범
- Kiss! (1999년 2월 15일)

1. Kiss
2. BLiND MAN
3. IF...
4. MiSSiNG YOU
5. Kiss(iNNER SHADE REMiX)

[리믹스 등 총 5곡 수록]

## 수상 경력
- 1999년
  - 제23회 더 텔레비전 드라마 아카데미상 남우조연상 《아름다운 사람》

- 2004년
  - 제28회 일본 아카데미상 우수 남우주연상 《게게》

- 2006년
  - 제19회 닛칸 스포츠 영화대상 남우조연상 《지하철을 타고》
  - 제30회 일본 아카데미상 우수남우조연상 《지하철을 타고》
  - 제61회 일본 방송 영화 예술대상 영화부문 우수남우조연상 《지하철을 타고》

- 2009년
  - 제26회 ATP상 TV그랑프리 2009 특별상 《천공의 잃어버린 세계〜남미 아마존・기아나 고지 지구 창세기의 기억〜》
  - 제63회 더 텔레비전 드라마 아카데미상 남우주연상 《JIN-진-》
  - 제6회 드라마 오브 더 이어 최우수 남우주연상 《JIN-진-》
  - 제18회 하시다상 《JIN-진-》
  - 제64회 일본 방송 영화 예술대상 방송부문 최우수 남우주연상 《JIN-진-》

- 2010년
  - 제3회 도쿄 드라마 어워드 남우주연상 《JIN-진-》

- 2011년
  - 제69회 더 텔레비전 드라마 아카데미상 남우주연상 《JIN-진- 완결편》
  - 제8회 드라마 오브 더 이어 최우수남우주연상 《JIN-진- 완결편》
  - 제66회 일본 방송 영화 예술대상 방송부문 최우수 남우주연상 《JIN-진- 완결편》

- 2013년
  - 제22회 일본영화비평가대상 남우조연상 《종의 신탁》

### 내용주
1. ↑  『The Magazine of JAL Hotels Vol.57』인터뷰로부터.
2. ↑  『TOWER THEATER No.032』 인터뷰로부터
3. ↑  『＋act』 (와니북스) 2012년 9월호 대담 인터뷰로부터.

### 참조주
1. ↑  “「아사이치」 - 프리미엄 토크 오오사와 타카오 -”. goo테레비방송. 2012년 4월 6일. 2013년 6월 10일에 원본 문서에서 보존된 문서. 2013년 12월 13일에 확인함.
2. ↑  “「샤베쿠리 007」의 2013년 4월 29일 (월) 방송 내용”. 카카쿠.com. 2013년 4월 29일. 2013년 12월 15일에 원본 문서에서 보존된 문서. 2013년 12월 13일에 확인함.
3. ↑  “INLIFE 남자의 이력서 DX 「오오사와 타카오」”. 2019년 2월 5일에 원본 문서에서 보존된 문서. 2020년 3월 14일에 확인함.
4. ↑  「오오사와 타카오가 시대를 넘어 느끼는 것 보관됨 2017-07-07 - 웨이백 머신　」 - OCN ima 10, 2011년 2월 27일 방송
5. ↑  “전혀 쿨이 아니다. 『차에 눈이 천진난만』인 오오사와 타카오의 모습”. 엔터 비타민♪. 2010년 10월 19일. 2013년 12월 13일에 원본 문서에서 보존된 문서. 2013년 12월 13일에 확인함.
6. ↑  “늑대아이의 비와 눈”. 금요 로드쇼 SHOW!. 2016년 6월 16일에 원본 문서에서 보존된 문서. 2016년 6월 9일에 확인함.